# Leonardo Del Mastro
Leonardo Del Mastro (* Lima, 7 de noviembre de 1994 -) es un futbolista peruano. Juega por la banda izquierda como volante, lateral o extremo y su equipo actual es Deportivo Huracán de Canta que participa en la Copa Perúy Con Todo y Chioks de la Copa Jogo.

## Trayectoria
Comenzó jugando en la Academia Frama Fútbol, de ahí fue llevado a las divisiones menores del Club Sporting Cristal. Jugó el Campeonato de Reservas por el Club Alianza Lima en el año 2012, al año siguiente debutó en el Club Deportivo Pacífico FC en la Primera División Peruana. En el año 2014 llega al Club Centro Deportivo Municipal para afrontar el torneo de la Segunda División Peruana logrando el ascenso. En el año 2015 disputó el Campeonato de Reservas con el Club Centro Deportivo Municipal. Actualmente se encuentra jugando la etapa Departamental de Lima por el club Deportivo Huracán de Canta.

## Clubes
| Club                       | País | Año         |
| -------------------------- | ---- | ----------- |
| Club Alianza Lima          | Perú | 2012        |
| Club Deportivo Pacífico FC | Perú | 2013        |
| Deportivo Municipal        | Perú | 2014 - 2015 |
| Apremasur Inmaculada       | Perú | 2018        |
| Huracán de Canta           | Perú | 2018        |
| Con Todo y Chioks          | Perú | 2021        |

## Palmarés
| Título           | Club                | País | Año  |
| ---------------- | ------------------- | ---- | ---- |
| Segunda División | Deportivo Municipal | Perú | 2014 |

- Datos: Q16493682